# Czyrwonaja Zmiena
Czyrwonaja Zmiena (biał. Чырвоная Змена; ros. Чирвоная Смена, Czirwonaja Smiena) – wieś na Białorusi, w obwodzie mińskim, w rejonie dzierżyńskim, w sielsowiecie Demidowicze, nad Usą.